# Studenci (samhälle)
Studenci är ett samhälle i Hercegovina. Det ligger i entiteten Federationen Bosnien och Hercegovina, i den södra delen av landet, 47,1 km från Mostar, huvudstaden i Hercegovina . Studenci ligger 28 meter över havet och antalet invånare är 1 155.
Terrängen runt Studenci är kuperad söderut, men norrut är den platt. Studenci ligger nere i en dal. Närmaste större samhälle är Ljubuški, 6,3 km nordväst om Studenci. 
Runt Studenci är det ganska tätbefolkat, med 93 invånare per kvadratkilometer.